# عبد الله بن إسحاق بن غانية
عبد الله بن إسحاق بن محمد بن غانية (توفي عام 1203) كان من بني غانية الذين قاتلوا ضد الخلافة الموحدية في أواخر القرن الثاني عشر وأوائل القرن الثالث عشر. في عام 1187 م استولى على معقل بني غانية السابق في ميورقة في جزر البليار، وحكمها حتى هزيمته ووفاته على أيدي الموحدين في عام 1203.

## الحياة المهنية
كان عبد الله ابنًا لإسحاق بن محمد، حاكم جزر البليار منذ حوالي 1156 إلى 1183 م، وهو شقيق علي بن غانية ويحيى بن غانية، الذين قادوا تمردًا دام خمسين عامًا ضد الموحدين في المغرب. رافق شقيقه علي عندما انطلق الأخير من جزر البليار وغزا شمال إفريقيا في عام 1184، وعند الاستيلاء على بجاية في ذلك العام، تمركز هو ويحيى في المدينة، وبقيا هناك حتى أجبرهما هجوم مضاد للموحدين على الفرار بعد حوالي سبعة أشهر.

### جزر البليار
في أعقاب الانقلاب المؤيد للموحدين في جزر البليار حوالي عام 1185 م، عندما أعاد القائد الموحدي علي بن ربتر تنصيب محمد بن إسحاق بن محمد بن غانية أميرًا، أرسل شقيقه علي عبد الله لاستعادة الجزر وانطلق بأسطول من طرابلس الغرب. وبعد توقفه في صقلية، حيث تلقى تعزيزات من الملك النورماني ويليام الثاني، شق طريقه إلى ميورقة والتحق بالقوات الموالية بقيادة نجاح، الذي حافظ على مقاومة ضد ابن ربتر ومحمد. كما انضمت غالبية الفلاحين إلى جانب عبد الله، وتمكن بسرعة من تأمين السيطرة على ميورقة والجزر المحيطة بها.

### ميورقة
وبعد إتمامه فتح ميورقة، بقي عبد الله مسؤولًا عن الجزيرة، حيث خدم هناك كأمير نيابة عن أخيه علي. خلال فترة حكمه، حافظ على علاقات ودية مع بدرو الثاني ملك أراغون، وتمكن من التوصل إلى معاهدة سلام وتجارية مع جمهورية جنوة في عام 1188، مما سمح للأخيرة بإنشاء كنيسة ونزل للتجار الأجانب في ميورقة. كما استأنف أنشطة الغارات، وخاصة ضد ممتلكات بروفانس والموحدين في شرق الأندلس، واستمر في مساعدة إخوته في المغرب، فأرسل سفينتين لمساعدة يحيى بن غانية عندما حاصر الأخير طرابلس في تسعينيات القرن الثاني عشر.
طوال فترة حكمه في ميورقة، اضطر عبد الله إلى مواجهة الموحدين، الذين قاموا بمحاولات متكررة للاستيلاء على جزر البليار. استولى أسطول الموحدين على إيبيزا عام 1187، وسقطت منورقة أيضًا في تاريخ غير محدد. في شتاء عام 1200، حاول عبد الله استعادة إيبيزا، لكنه اضطر إلى التراجع دون جدوى؛ وفي العام التالي، حقق نجاحًا أكبر ضد منورقة، حيث استولى عليها بعد حصار طويل أجبر سكانها على أكل لحوم البشر.

### 1203
انتهت إمارة عبد الله في عام 1203، عندما شن الموحدون حملة كبرى إلى جزر البليار ضده. واجهوا قوات الموحدين بقيادة أبو العلا وأبو سعيد عثمان بن أبي حفص، والتي كانت تتألف من 15 ألفًا من المشاة و700 من الرماة و1200 من الفرسان والعديد من آلات الحصار حيث واجهوا أسطول عبد الله في منورقة فدمروه، وبعد ذلك استولوا على منورقة وشرعوا في حصار ميورقة. ورغم أن العاصمة تمكنت من الصمود لأكثر من شهرين، إلا أن المدافعين عنها هُزموا في النهاية، وقُتل عبد الله نفسه. فتحولت جزر البليار بعد ذلك إلى ملكية الموحدين، وظلت في أيديهم حتى غزاها جيمس الأول ملك أراغون في عام 1229 م.

## ملحوظات
1. ↑  Marçais 1991، صفحات 1007-08.
2. ↑  Baadj 2015، صفحات 76 ff.; Bel 1903، صفحات 41, 53.
3. ↑  Baadj 2015، صفحات 83–85; Bel 1903، صفحات 68–72; Kennedy 1996، صفحة 239.
4. ↑  Baadj 2015، صفحة 160; Bel 1903، صفحات 117–18; Kennedy 1996، صفحة 250.
5. ↑  Baadj 2015، صفحة 155; Bel 1903، صفحة 96.
6. ↑  Baadj 2015، صفحات 160–61; Kennedy 1996، صفحة 250.
7. ↑  Baadj 2015، صفحة 161; Bel 1903، صفحات 119–20; Kennedy 1996، صفحات 250–51.